# Казахская академия труда и социальных отношений
Казахская Академия труда и социальных отношений (КазАтисо) (каз. Қазақ еңбек және әлеуметтік қатынастар академиясы) — высшее учебное заведение в городе Алма-Ате.

## История и достижения
Казахская Академия труда и социальных отношений была основана в 1994 году по инициативе доктора исторических наук, профессора Бесбаева М. С. Академия состояла из экономического и юридического факультетов, на которых обучалось 50 человек. В 1996 году в вузе обучалось 282 студента, в том числе на дневном — 225, на заочном — 57 человек.
В 1997 году академия выиграла грант Евразийского фонда, финансируемого правительством США на покупку учебной литературы, при вузе был учреждён Алматинский колледж экономики и права (АКЭП), был основан Уральский филиал КазАтисо (УФ АТиСО), осуществляющий обучение на 4 факультетах: экономическом, международно-экономическом, юридическом и востоковедении.
В 1999 году был открыт факультет Востоковедения с арабским, турецким и японским отделениями, начался выпуск научного журнала «Вестник КазАтисо».
В 2000 году КазАтисо успешно прошла государственную аттестацию Министерства образования и науки Казахстана, был открыт социально-гуманитарный факультет с отделением политологии.
В 2001 году Уральский филиал КазАтисо был преобразован в самостоятельный вуз — Западно-Казахстанская академия труда и социальных отношений.
В 2003 году КазАтисо перешла на двухуровневое обучение студентов (бакалавриат и магистратура) по кредитной технологии.
В 2005 году академия успешно прошла очередную Государственную аттестацию Министерства образования и науки Казахстан, выиграла гранты «Корни травы» правительства Японии на покупку мультимедийного лингафонного оборудования и грант ЮСАИД на создание Центра Карьеры.
В 2007 году академия получила Сертификат соответствия Системы менеджмента качества, удостоверяющий, что образовательные услуги КазАтисо соответствуют требованиям СТ РК ISO 9001:2001 «Система менеджмента качества. Требования».
В 2014 году по результатам ранжирования Национального бизнес - рейтинга РК Казахская Академия труда и социальных отношений награждена знаком «Лидер отрасли - 2014» и персональным Орденом «Звезда Славы. Экономика Казахстана», что является свидетельством признания вклада Академии в развитие экономики страны. 
Студент КазАтисо, Сердалиев Азамат, становится полуфиналистом телевикторины "Умная игра" (ведущий-Серик Акишев, ТК НТК) и становится обладателем 2 места Международной олимпиады по экономике среди студентов ВУЗов СНГ (г.Минск, Беларусь)
В 2015 года Академия прошла институциональную аккредитацию в Независимом агентстве по обеспечению качества в образовании (IQAA) и получила свидетельство об аккредитации сроком на 5 лет. Выбор агентства НАОКО был обоснованным и определялся тем, что процедура проведения аккредитации является универсальной, прозрачной и может быть использована при аккредитации как вуза в целом, так и образовательных программ любого уровня образования. 
В 2015 году Академия стала единственным вузом, который получил премию "Выбор года" в номинации "Лучшая социальная стратегия в образовании".
В 2016 году студенты экономического факультета КазАтисо были отмечены специальными сертификатами Национального центра тестирования за высокие показатели ВОУД среди студентов ВУЗов РК.
В 2016 году открываются новые специальности бакалавриата: «Логистика», «Культурно-досуговая работа», «Информационные системы», «Таможенное дело» и магистратуры: «Вычислительная техника и программное обеспечение», «Психология». Академия принимает участие в республиканском конкурсе на лучший танцевальный флешмоб среди высших учебных заведений «Одна страна – один народ», посвященный 25-летию Независимости Республики Казахстан, где среди более 20 вузов, флеш-моб Академии занял 3-е призовое место. Награждение состоялось на торжественном концерте, посвященном Дню Независимости Республики Казахстан. Академия вновь получает премию "Лидер отрасли".
В 2017 году Академия прошла специализированную аккредитацию. За достижения в науке и образовании была удостоена премии "Лидер года". 
В 2018 году в Академии запускается программа для абитуриентов "Стань студентом на один день", не имеющая аналогов ни в одном из ВУЗов Казахстана. Целью данной программы является помощь абитуриентам в выборе  своей будущей специальности. Академия вновь отмечается премией "Лидер года". В Академии открываются новые специальности бакалавриата "Менеджмент спорта", "Туризм" и "Ресторанное дело и гостиничный бизнес". 
В 2019 году КазАтисо успешно прошла специализированную аккредитацию, студенты Академии специальности "Культурно-досуговая работа" становятся призерами XI Республиканской предметной олимпиады (г.Шымкент) среди ВУЗов РК. На этом достижения наших студентов не заканчиваются, студентка 2 курса специальности "Регионоведение"КазАтисо, Рустемова Шахноза становится  обладательницей 2 места в VII Международного конкурса по исполнению песен на китайском языке. Подписываются договора с ведущими предприятиями по дуальному обучению, такими как "Soluxe Hotel Almaty", Футбольным клубом "Кайрат" и др. Был открыт Ресурсный Центр информации об ООН на базе КазАтисо.
5 марта 2019 года была открыта аудитория в память об основателе Академии, профессора Бесбаева М.С.
По итогам общенационального рейтинга гуманитарно-экономических вузов Казахстана, КазАтисо занимает 10 место.
2020 год Открываются новые образовательные программы магистратуры "Информационные технологии в логистике", а также программа МВА (Деловое администрирование), развивается академическая мобильность в ведущими ВУЗами зарубежных стран (Турция, Россия, Беларусь, Армения, Кыргызстан, Китай).
В условиях пандемии коронавирусной инфекции Covid-19, КазАтисо становится одним из организаторов Республиканской карьерной недели (Career Week), которая впервые в истории проводилась в дистанционном формате, что безусловно показывает высокий уровень профессионализма сотрудников Академии.
В 2020 году государство прекращает размещать гранты, 2022 год закрытие, слияние в другой вуз (Международный транспортно-гуманитарный университет). Сейчас на месте университета расположен Hexly IT Колледж.

## Факультеты и кафедры

### Экономический факультет
- Кафедра компьютерных технологий и логистики
- Кафедра "Экономика и бизнес"
- Кафедра "Финансы и учёт"

### Факультет социальных наук и права
- Кафедра правовых дисциплин
- Кафедра социально-гуманитарных дисциплин
- Кафедра языковых дисциплин

## Специальности (образовательные программы)
Академия обучает по следующим специальностям и образовательным программам

### Перечень образовательных программ бакалавриата
1. 6В03101 - Международные отношения
2. 6В03102 - Регионоведение
3. 6В03103 - Психология
4. 6В04104 - Менеджмент
5. 6В04105 - Экономика
6. 6В04106 - Менеджмент спорта
7. 6В04107 - Учет и аудит
8. 6В04108 - Финансы
9. 6В04109 - Маркетинг
10. 6В04210 - Юриспруденция
11. 6В04211 - Таможенное дело
12. 6В06112 - Информационные системы
13. 6В06113 - Вычислительная техника и программное обеспечение
14. 6В11114 - Туризм
15. 6В11115 - Культурно-досуговая работа
16. 6В11116 - Ресторанное дело и гостиничный бизнес
17. 6В11317 - Логистика (по отраслям)

### Перечень образовательных программ магистратуры
1. 7М03118 - Психология (2)
2. 7М03119 - Психология (1,5)
3. 7М03120 - Психология (1)
4. 7М04121 - Экономика (2)
5. 7М04122 - Экономика (1,5)
6. 7М04123 - Экономика (1)
7. 7М04224 - Юриспруденция (2)
8. 7М04225 - Юриспруденция (1,5)
9. 7М04226 - Юриспруденция (1)
10. 7М06127 - Вычислительная техника и программное обеспечение (2)
11. 7М06128 - Вычислительная техника и программное обеспечение (1,5)
12. 7М06129 - Вычислительная техника и программное обеспечение (1)
13. 7M04130 - Деловое администрирование (EMBA)
14. 7M06131 - Информационные технологии в логистике (2)

## Лицензия и Аккредитация
Академия имеет действующую лицензию по всем вышеуказанным направлениям подготовки.
Вуз прошел международную институциональную аккредитацию и специализированную аккредитацию независимого аккредитационного агентства IQAA по следующим специальностям (образовательным программам). 

### Перечень образовательных программ и сроков аккредитации
| Образовательные программы | Образовательные программы                        | Срок действия специализированной аккредитации |
| ------------------------- | ------------------------------------------------ | --------------------------------------------- |
| 5В051100                  | Маркетинг                                        | 19.06.2017 г. - 17.06.2022 г.                 |
| 5В050700                  | Менеджмент                                       | 19.06.2017 г. - 17.06.2022 г.                 |
| 5В020200                  | Международные отношения                          | 19.06.2017 г. - 17.06.2022 г.                 |
| 5В050900                  | Финансы                                          | 19.06.2017 г. - 17.06.2022 г.                 |
| 5В050800                  | Учет и аудит                                     | 19.06.2017 г. - 17.06.2022 г.                 |
| 5В050600                  | Экономика                                        | 19.06.2017 г. - 17.06.2022 г.                 |
| 5В030100                  | Юриспруденция                                    | 19.06.2017 г. - 17.06.2022 г.                 |
| 5В050300                  | Психология                                       | 10.06.2019 г. - 07.06.2024 г.                 |
| 6М050300                  | Психология                                       | 10.06.2019 г. - 07.06.2024 г.                 |
| 5В050500                  | Регионоведение                                   | 10.06.2019 г. - 07.06.2024 г.                 |
| 6М030100                  | Юриспруденция                                    | 10.06.2019 г. - 07.06.2024 г.                 |
| 6М050600                  | Экономика                                        | 10.06.2019 г. - 07.06.2024 г.                 |
| 5В070400                  | Вычислительная техника и программное обеспечение | 10.06.2019 г. - 07.06.2024 г.                 |
| 6М070400                  | Вычислительная техника и программное обеспечение | 10.06.2019 г. - 07.06.2024 г.                 |
| 5В090900                  | Логистика                                        | 10.06.2019 г. - 07.06.2024 г.                 |